# Kisszentmárton
Kisszentmárton é um município da Hungria, situado no condado de Baranya. Tem 14,86 km² de área e sua população em 2019 foi estimada em 244 habitantes.